# Coupe des vainqueurs de coupe masculine de volley-ball 1989-1990
Navigation
Édition précédente Édition suivante
La coupe d'Europe des vainqueurs de coupe de volley-ball masculin 1989-1990 est la 18e édition de la Coupe des vainqueurs de coupe.

## Tour principal

### Poule A
| # | Équipe                    | Pts | J | G | P | Sp | Sc | Ratio | Pp  | Pc  | Ratio |
| - | ------------------------- | --- | - | - | - | -- | -- | ----- | --- | --- | ----- |
| 1 | Maxicono Parme            | 12  | 6 | 6 | 0 | 18 | 3  | 6     | 306 | 162 | 1.889 |
| 2 | Dinamo Moscou             | 10  | 6 | 4 | 2 | 14 | 7  | 2     | 272 | 208 | 1.308 |
| 3 | ASU Lyon                  | 8   | 6 | 2 | 4 | 8  | 13 | 0.615 | 213 | 258 | 0.826 |
| 4 | Sonmez Filamentspor Bursa | 6   | 6 | 0 | 6 | 1  | 18 | 0.056 | 119 | 282 | 0.422 |

| Date     | Match                                      | Résultat | Sets  | Sets  | Sets  | Sets  | Sets  | Total Points |
| Date     | Match                                      | Résultat | 1     | 2     | 3     | 4     | 5     | Total Points |
| -------- | ------------------------------------------ | -------- | ----- | ----- | ----- | ----- | ----- | ------------ |
| 10.01.90 | ASU Lyon - Maxicono Parme                  | 0 - 3    | 4-15  | 5-15  | 2-15  | -     | -     | 16742        |
| 10.01.90 | Sonmez Filamentspor Bursa - Dinamo Moscou  | 0 - 3    | 4-15  | 8-15  | 9-15  | -     | -     | 21-45        |
| 17.01.90 | Maxicono Parme - Dinamo Moscou             | 3 - 0    | 15-7  | 15-2  | 15-10 | -     | -     | 45-19        |
| 17.01.90 | ASU Lyon - Sonmez Filamentspor Bursa       | 3 - 0    | 15-3  | 15-5  | 15-2  | -     | -     | 45-10        |
| 24.01.90 | Dinamo Moscou - ASU Lyon                   | 3 - 0    | 15-8  | 15-5  | 15-5  | -     | -     | 45-18        |
| 24.01.90 | Sonmez Filamentspor Bursa - Maxicono Parme | 0 - 3    | 5-15  | 1-15  | 11-15 | -     | -     | 17-45        |
| 07.02.90 | Maxicono Parme - Sonmez Filamentspor Bursa | 3 - 0    | 15-3  | 15-2  | 15-9  | -     | -     | 45-14        |
| 07.02.90 | ASU Lyon - Dinamo Moscou                   | 1 - 3    | 16-14 | 9-15  | 8-15  | 7-15  | -     | 40-59        |
| 14.02.90 | Sonmez Filamentspor Bursa - ASU Lyon       | 1 - 3    | 13-15 | 15-12 | 5-15  | 8-15  | -     | 41-57        |
| 14.02.90 | Dinamo Moscou - Maxicono Parme             | 2 - 3    | 7-15  | 15-11 | 15-12 | 9-15  | 13-15 | 59-68        |
| 21.02.90 | Dinamo Moscou - Sonmez Filamentspor Bursa  | 3 - 0    | 15-8  | 15-8  | 15-0  | -     | -     | 45-16        |
| 21.02.90 | Maxicono Parme - ASU Lyon                  | 3 - 1    | 15-5  | 13-15 | 15-11 | 15-11 | -     | 58-42        |

#### Poule B
| # | Équipe            | Pts | J | G | P | Sp | Sc | Ratio | Pp  | Pc  | Ratio |
| - | ----------------- | --- | - | - | - | -- | -- | ----- | --- | --- | ----- |
| 1 | AV Sisley Trévise | 11  | 6 | 5 | 1 | 15 | 4  | 3.75  | 260 | 188 | 1.383 |
| 2 | Hamburger SV      | 9   | 6 | 3 | 3 | 11 | 9  | 1.222 | 247 | 230 | 1.074 |
| 3 | Aero Odolena Voda | 9   | 6 | 3 | 3 | 9  | 12 | 0.75  | 245 | 252 | 0.972 |
| 4 | Dinamo Bucarest   | 7   | 6 | 1 | 5 | 6  | 16 | 0.375 | 223 | 305 | 0.731 |

| Date     | Match                                 | Résultat | Sets  | Sets  | Sets  | Sets  | Sets | Total Points |
| Date     | Match                                 | Résultat | 1     | 2     | 3     | 4     | 5    | Total Points |
| -------- | ------------------------------------- | -------- | ----- | ----- | ----- | ----- | ---- | ------------ |
| 10.01.90 | Dinamo Bucarest - Hamburger SV        | 3 - 1    | 5-15  | 15-8  | 15-11 | 17-16 | -    | 52-50        |
| 10.01.90 | Aero Odolena Voda - AV Sisley Trevise | 0 - 3    | 11-15 | 10-15 | 6-15  | -     | -    | 27-45        |
| 17.01.90 | Hamburger SV - Aero Odolena Voda      | 3 - 0    | 15-5  | 15-8  | 15-13 | -     | -    | 45-26        |
| 17.01.90 | AV Sisley Trevise - Dinamo Bucarest   | 3 - 0    | 15-10 | 15-4  | 15-5  | -     | -    | 45-19        |
| 24.01.90 | Aero Odolena Voda - Dinamo Bucarest   | 3 - 1    | 9-15  | 15-8  | 15-13 | 15-8  | -    | 54-44        |
| 24.01.90 | AV Sisley Trevise - Hamburger SV      | 3 - 0    | 15-11 | 15-10 | 15-7  | -     | -    | 45-28        |
| 07.02.90 | Hamburger SV - AV Sisley Trevise      | 3 - 0    | 15-6  | 15-12 | 15-11 | -     | -    | 45-29        |
| 07.02.90 | Dinamo Bucarest - Aero Odolena Voda   | 1 - 3    | 17-15 | 7-15  | 8-15  | 7-15  | -    | 39-60        |
| 14.02.90 | Dinamo Bucarest - AV Sisley Trevise   | 1 - 3    | 8-15  | 15-6  | 9-15  | 10-15 | -    | 42-51        |
| 14.02.90 | Aero Odolena Voda - Hamburger SV      | 3 - 1    | 6-15  | 15-4  | 15-10 | 15-5  | -    | 51-34        |
| 21.02.90 | AV Sisley Trevise - Aero Odolena Voda | 3 - 0    | 15-12 | 15-8  | 15-7  | -     | -    | 45-27        |
| 21.02.90 | Hamburger SV - Dinamo Bucarest        | 3 - 0    | 15-12 | 15-2  | 15-13 | -     | -    | 45-27        |

### Finale à quatre
|  | Demi-finales                       | Demi-finales                 |                        |   | Finale                              | Finale                              |
|  | Demi-finales                       | Demi-finales                 |                        |   | Finale                              | Finale                              |
|  |                                    |                              |                        |   |                                     |                                     |
|  | 08.03.90, 15-5, 15-11, 16-14       | 08.03.90, 15-5, 15-11, 16-14 |                        |   | 09.03.90, 15-12, 13-15, 15-6, 17-15 | 09.03.90, 15-12, 13-15, 15-6, 17-15 |
|  | 08.03.90, 15-5, 15-11, 16-14       | 08.03.90, 15-5, 15-11, 16-14 |                        |   | 09.03.90, 15-12, 13-15, 15-6, 17-15 | 09.03.90, 15-12, 13-15, 15-6, 17-15 |
|  | AV Sisley Trévise                  | 3                            |                        |   | 09.03.90, 15-12, 13-15, 15-6, 17-15 | 09.03.90, 15-12, 13-15, 15-6, 17-15 |
|  | AV Sisley Trévise                  | 3                            |                        |   | 09.03.90, 15-12, 13-15, 15-6, 17-15 | 09.03.90, 15-12, 13-15, 15-6, 17-15 |
|  | Dinamo Moscou                      | 0                            |                        |   | 09.03.90, 15-12, 13-15, 15-6, 17-15 | 09.03.90, 15-12, 13-15, 15-6, 17-15 |
|  | Dinamo Moscou                      | 0                            | Maxicono Parme         | 3 |                                     |                                     |
|  | 08.03.90, 15-8, 15-12, 12-15, 15-7 |                              | Maxicono Parme         | 3 |                                     |                                     |
|  |                                    | AV Sisley Trévise            | 1                      |   |                                     |                                     |
|  | Maxicono Parme                     | AV Sisley Trévise            | 1                      | 3 |                                     |                                     |
|  | Maxicono Parme                     |                              |                        | 3 |                                     |                                     |
|  | Hamburger SV                       | 1                            |                        |   |                                     |                                     |
|  | Hamburger SV                       | 1                            | Match pour la 3e place |   |                                     |                                     |
|  |                                    |                              |                        |   |                                     |                                     |
|  | 09.03.90, 15-5, 15-11, 15-11       |                              |                        |   |                                     |                                     |
|  |                                    |                              |                        |   |                                     |                                     |
|  | Dinamo Moscou                      | 3                            |                        |   |                                     |                                     |
|  | Dinamo Moscou                      | 3                            |                        |   |                                     |                                     |
|  | Hamburger SV                       | 0                            |                        |   |                                     |                                     |
|  | Hamburger SV                       | 0                            |                        |   |                                     |                                     |